# Filip Balaj
Filip Balaj (sinh ngày 2 tháng 8 năm 1997) là một cầu thủ bóng đá Slovakia thi đấu cho câu lạc bộ Fortuna Liga MŠK Žilina.

## Sự nghiệp câu lạc bộ

### FC Nitra
Anh ra mắt tại Fortuna Liga cho FC Nitra trước MŠK Žilina ngày 22 tháng 7 năm 2017.